# LIVE Blu-ray / DVD 日比谷野音ワンマン「Moon Child」
『LIVE Blu-ray / DVD 日比谷野音ワンマン「Moon Child」』（ライブ・ブルーレイ・ディーブイディー・ひびややおんわんまん・ムーンチャイルド）は日本のバンド、LAMP IN TERRENの映像作品である。

## 概要
2019年7月28日に行われたLAMP IN TERREN2度目の日比谷野音ワンマン『Moon Child』のライブBlu-ray / DVD。当日初披露した新曲『ホワイトライクミー』『ほむらの果て』を含む、アンコールまでのセットリスト全18曲を収録。
おまけ映像には、メンバー自ら撮影＆プロデュースしたLAMP IN TERRENのライブ楽器・機材の紹介動画が収録されている。さらに、浜野カズシ・小杉歩2名のカメラマンによる88Pのフォトブックと、Vo.松本が描いた特製スリーブケースが付いている。ライブ会場と通販サイトでの販売商品。

## 収録内容
1. Dreams
2. eve
3. 林檎の理
4. 凡人ダグ
5. innocence
6. ほむらの果て
7. pellucid
8. イツカの日記
9. Water Lily
10. I aroused
11. New Clothes
12. 涙星群の夜
13. オーバーフロー
14. 地球儀
15. BABY STEP
16. 月のこどもたち
17. ホワイトライクミー
18. 緑閃光≪アンコール≫